# Antonio Tróccoli
Antonio Américo Tróccoli (Tres Arroyos, 21 de febrero de 1925 – 27 de febrero de 1995) fue un abogado y político argentino de la Unión Cívica Radical, que se desempeñó como diputado y ministro del Interior.

## Biografía
Fue elegido diputado nacional por primera vez en 1963, desempeñándose hasta 1966. Nuevamente fue electo en 1973, llegando a ser jefe de bloque de la bancada radical.
Dentro de la Unión Cívica Radical perteneció a la Línea Nacional, su ala conservadora. Luego de la muerte de Ricardo Balbín en 1981, desde la Línea Nacional contribuyó a la candidatura presidencial de Raúl Alfonsín.
En 1983 fue designado por el presidente Raúl Alfonsín como Ministro del Interior cargo que desempeñó hasta 1987, en el medio del escándalo criminal y de corrupción por el secuestro del empresario Osvaldo Sivak.no de Alfonsín recibió información de un país europeo sobre la existencia de personas desaparecidas que aún continuaban  vivas en un centro de detención clandestino en Chubut, pero que cuando las fuerzas de seguridad al mando del ministro Trócolli llegaron al mismo con el fin de rescatarlas, no encontraron a ninguna, resultando que los responsables habían sido avisados, al respecto Perez Esquivel declaró que sentía una profunda desconfianza por Tróccoli y por la relación de este con los militares.